# Neuroterus ambrusi
Neuroterus ambrusi is een vliesvleugelig insect uit de familie van de echte galwespen (Cynipidae). De wetenschappelijke naam van de soort is voor het eerst geldig gepubliceerd in 1999 door Melika, Stone & Csoka.